# Destello bravío
Destello bravío és una pel·lícula espanyola dramàtica i fantàstica de 2021 produïda, dirigida i escrita per Ainhoa Rodríguez. La pel·lícula va ser guardonada amb el premi especial del jurat del Festival de Màlaga. A més, ha estat premiada en diferents festivals europeus com a millor pel·lícula o millor direcció, entre d'altres.

## Sinopsi
“ Va a pasar un destello bravo, bravío, y todo va a cambiar...”,Isa es parla a si mateixa deixant-se missatges en la seva gravadora per a quan desaparegui o perdi la memòria. Cita se sent atrapada en el seu matrimoni dins d'una casa plena de sants i verges. María torna a la població on va néixer per a enfrontar-se a la solitud. Les dones d'una petita localitat rural, suspesa en el temps i assotada per la despoblació, viuen entre l'apatia del seu dia a dia on res extraordinari ocorre i un profund desig d'experiències alliberadores que els facin retrobar-se amb el lloc on van ser feliços o van somiar ser-ho. Totes, a la seva manera, es rebel·laran contra la seva rutina.

## Repartiment
- Isabel María Mendoza
- Carmen Valverde
- Guadalupe Gutiérrez
- Petra Parejo
- Ángela González
- Isabel María Giraldo
- Valentina Jiménez
- María Sosa

## Premis
- Bisnaga de Plata Millor Pel·lícula Premi Especial del Jurat Secció Oficial Festival de Málaga Arxivat 2022-01-03 a Wayback Machine..
- Bisnaga de Plata Millor Muntatge Secció Oficial Festival de Màlaga Arxivat 2022-01-03 a Wayback Machine..
- Premi Millor Directora Festival Internacional de Cinema per Dones de Seül (Corea del Sud).
- Premi Millor Direcció Festival Internacional de Cine de Vilna | Kino Pavasaris Arxivat 2022-01-03 a Wayback Machine. (Lituania).
- Premi Danny Lerner Millor Pel·lícula Festival Internacional de Cinema de Burgas (Bulgària).
- Premi Mymovies Millor Pel·lícula Festival Internacional de Cinema ShorTS Arxivat 2022-01-03 a Wayback Machine. (Itàlia).
- Premi Taejo Internacional Millor Pel·lícula Festival Internacional de Cinema de Marvão Periferias (Espanya).
- Premi Work in Progress Abycine Lanza - V edició d'bycine Lanza. Mercado del Audiovisual Independiente (España).
- Premi DCP Deluxe - Push and Play Work in Progress. Festival Internacional de Cinema de Gijón, FICX (Espanya).
- Premi Eclair Projecció Internacional - Primer Test Festival Internacional de Cinema de Tarragona, REC.

## Festivals
- Festival Internacional de Cinema de Rotterdam, IFFR - Secció Oficial Tiger Competition (Països Baixos), Estrena Mundial.
- New Directors | New Films Festival Arxivat 2022-01-03 a Wayback Machine., ND/NF, Museu d'Art Modern de Nova York MoMA i Film at Lincoln Center (EE.UU.).
- Festival Internacional de Cinema UNAM, FICUNAM - Secció Oficial Competència Internacional (Mèxic).
- Festival Internacional de Cinema de Moscou - Secció Euphoria of Isolation (Rússia).
- Festival Internacional de Cinema de Kiev Molodist Arxivat 2022-01-03 a Wayback Machine. - Secció Form (Ucraïna).
- Festival Internacional de cinema FILMADRID Arxivat 2022-01-03 a Wayback Machine. - Secció Oficial (Espanya).
- Festival Internacional de Cinema de Xangai, SIFF - Secció Panorama (Xina).
- Tartu Love Film Festival Arxivat 2022-01-03 a Wayback Machine. (Estonia).
- Festival Internacional de cinema Nous Horitzonts, IFF - Secció Visual Front (Polonia).
- Festival Internacional de Cinems de Taipri, IFF Arxivat 2022-10-08 a Wayback Machine. - Secció Future Lights (Taiwan).